# Than Htet Aung
Than Htet Aung (* 5. Juni 1992 in Rangun) ist ein myanmarischer Fußballspieler.

## Karriere

### Verein
Das Fußballspielen erlernte Than Htet Aung in der Jugendakademie von Yangon United. Hier unterschrieb er 2010 auch seinen ersten Vertrag. Der Verein spielte in der Myanmar National League und ist in Rangun beheimatet. 2015 wurde er für ein Jahr nach Hpa-an an den Ligakonkurrenten Zwekapin United ausgeliehen. Nach Beendigung des Vertrags bei Yangon United wechselte er 2018 wieder zu Zwekapin United. Nach einem Jahr ging er nach 23 Spielen nach Thailand. Hier unterschrieb er einen Vertrag bei dem in der zweiten Liga, der Thai League 2, spielenden Verein Samut Sakhon FC in Samut Sakhon. Nach einem Jahr ging er wieder in seine Heimat und schloss sich dem Erstligisten Ayeyawady United aus Pathein an.

### Nationalmannschaft
Than Htet Aung spielte sechs Mal für die U-19 und vier Mal für die U-23-Nationalmannschaft.
Seit 2018 ist er fester Bestandteil der myanmarischen Nationalmannschaft. Sein Länderspieldebüt gab er am 10. Oktober 2018 in einem Freundschaftsspiel gegen Indonesien.

## Erfolge
Yangon United
- 2011, 2012, 2013 – Myanmar National League